# Võng

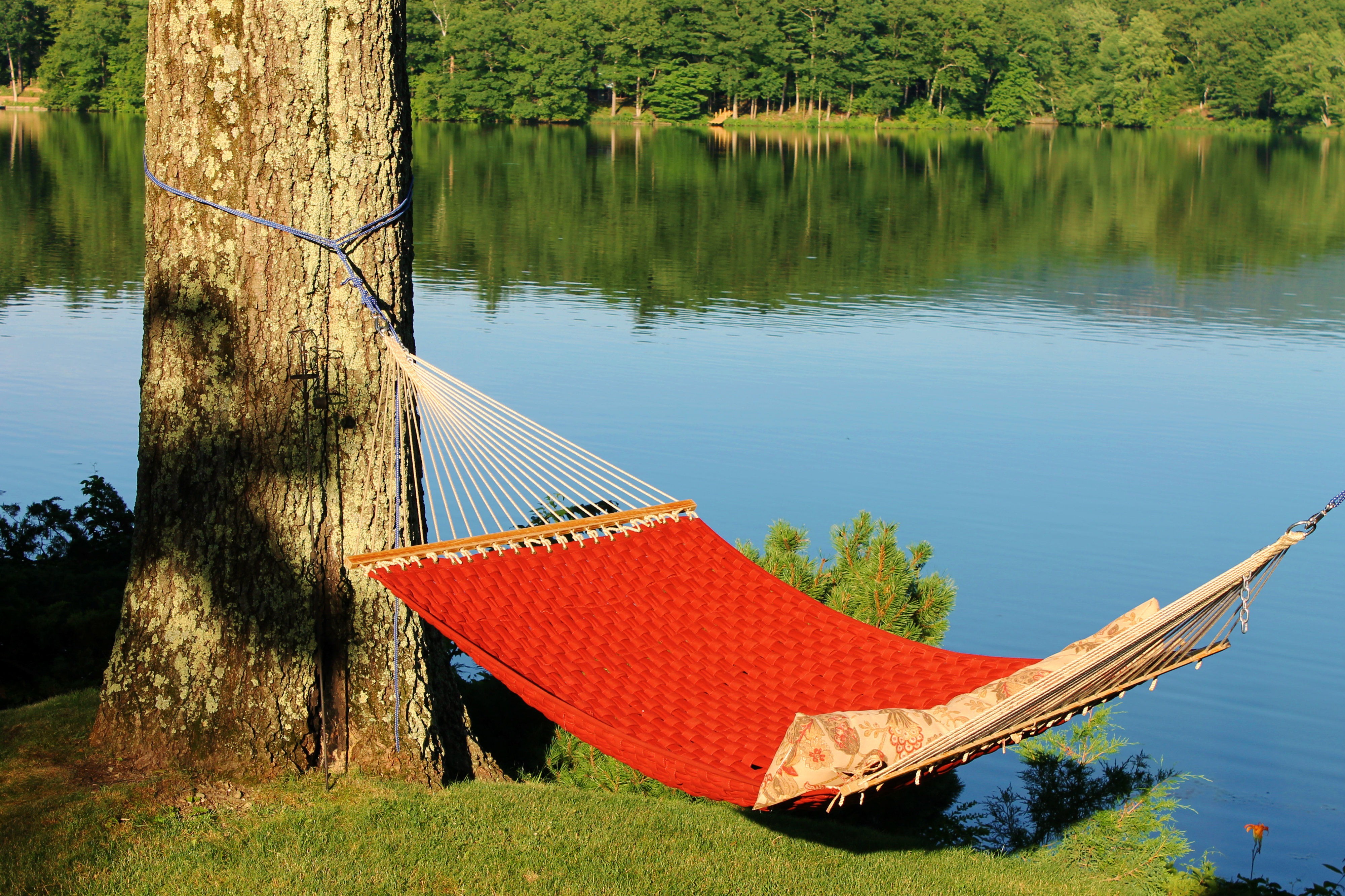
Võng móc bên hồ

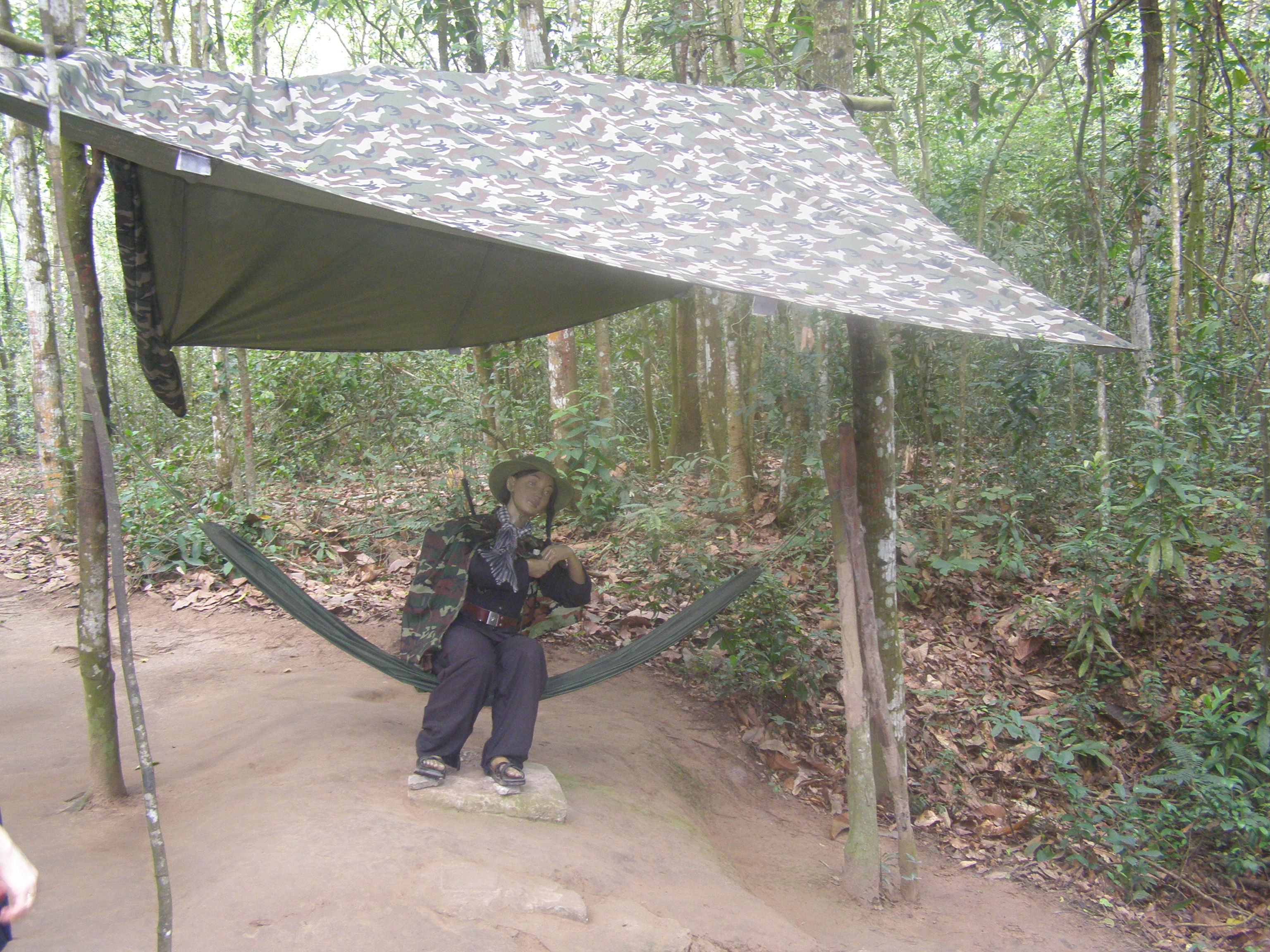
Võng ở địa đạo Củ Chi

Võng là đồ vật dùng để nằm nghỉ ngơi, thường được đan bằng sợi đay hoặc từ nhiều sợi dây. Võng cũng có thể được may bằng vải.

## Lịch sử

### Việt Nam
Tại Việt Nam, vào thời Nhà Nguyễn, võng là một trong những dụng cụ dùng để khiêng các quan lại cấp thấp. Võng cũng đi vào kho tàng văn học Việt Nam qua các bài thơ và các bài ca dao.